# Tom Clancy's Rainbow Six: Critical Hour
Tom Clancy's Rainbow Six: Critical Hour (En español Tom Clancy's Rainbow Six: Hora Crítica) es el quinto videojuego de la serie Rainbow Six, y fue lanzado el 14 de marzo de 2006 exclusivamente para Xbox.
Critical Hour recibió una recepción mixta debido a su relativamente pequeña cantidad de contenido, aunque fue ampliamente elogiado por seguir las raíces de los primeros juegos, a diferencia de su antecesor Lockdown. Un lanzamiento posterior planificado en Europa fue cancelado, así como también una versión del juego para la consola PlayStation 2.

## Argumento
En Critical Hour, John Clark se retira y pasa el liderazgo del Equipo Rainbow a Domingo "Ding" Chavez. Recuerda las misiones pasadas del Equipo Rainbow. Mientras limpiaba su oficina, recuerda siete misiones de sus años como jefe del equipo Rainbow. Deja estas misiones para que los futuros miembros del Equipo Rainbow estudien y los usen para su entrenamiento.

## Jugabilidad
En Critical Hour se vuelve a la fórmula táctica más realista vista en los videojuegos anteriores de Rainbow Six (antes de Lockdown ), y también presenta niveles no lineales. Las armas clásicas vuelven a Critical Hour de los anteriores juegos de Rainbow Six, así como el mapa táctico de los juegos anteriores. En general, el juego vuelve al modo de juego clásico del Rainbow Six original y Rogue Spear al eliminar el elemento de correr y disparar que se vio en Lockdown. La precisión de las más de 20 armas también se ve afectada por las lesiones y carreras.

### Multijugador
Hay ocho nuevos mapas multijugador para Critical Hour, con 18 mapas en total. Los tipos de juegos incluyen, los juegos estándar de Rainbow Six, además de un modo asesino, un francotirador y el último hombre en pie. También hay una nueva habilidad para cada tipo de personaje PEC, 4 nuevos totales, y los jugadores ahora pueden tener hasta cuatro caracteres PEC almacenados en un gamertag.

## Recepción
Critical Hour recibió una recepción muy mixta, ya que GameRankings le dio una puntuación de 56.58%, mientras que Metacritic le dio 54 de 100.